# Яро-Яхінське нафтогазоконденсатне родовище
Яро-Яхінське нафтогазоконденсатне родовище — одне з родовищ на півночі Тюменської області (Росія). Розташоване у 540 км на схід від міста Салехард. 

## Загальний опис
Родовище відкрите у 1985 році свердловиною № 10, пробуреною об'єднанням «Главтюменьгеологія», та належить до Надим-Пур-Тазівської нафтогазоносної області Західносибірської нафтогазоносної провінції.
Всього на глибині 3-3,5 км виявлено 1 газоконденсатонафтовий, 2 нафтогазоконденсатні та 2 газоконденсатні поклади, що належать до пластово-склепінного та літологічно екранованого типів. Колектори — пісковики з лінзоподібними вкрапленнями глин.
Залишкові запаси станом на початок 2016 року становлять:
- за російською класифікаційною системою за категоріями АВС1+С2 — 220 млрд.м3 газу, 28 млн.т конденсату та 15 млн.т нафти;
- за міжнародною класифікацією SEC — 149 млрд.м3 газу, 12 млн.т конденсату та 2 млн.т нафти.

## Розробка
Ліцензія на розробку родовища належить компанії «Арктикгаз», якою володіє «Сєвєренергія» (знаходиться під контролем «Газпромнафти» та «Новатеку»).
Видобуток з газоконденсатної частини розпочався у квітні 2015 року, для чого пробурили 37 свердловин. Планувалось невдовзі після початку розробки вийти на річний рівень видобутку 7,7 млрд.м3 газу та 1,3 млн.т конденсату. За 1-й квартал 2016 року було фактично видобуто 2 млрд.м3 газу і 0,463 млн.т конденсату і нафти.
В 2018-му стартувала розробка нафтових покладів.
Транспортна інфраструктура родовища включає:
– перемичку завдовжки 20 км для подачі підготованого газу у трубопровід Заполярне – Уренгой;
– конденсатопровід Яро-Яхінське – Юрахрівське-Пуровський, по якому трнаспортується деетанізований конденсат;
– перемичку довжиною 57 км для видачі нафти до нафтопроводу Заполярря – Пурпе.